# Бриско, Джей
Джеймин Пью (англ. Jamin Pugh, 25 января 1984, Солсбери, Мэриленд — 17 января 2023, Лорел, Делавэр), более известный под именем Джей Бри́ско (англ. Jay Briscoe) — американский рестлер. Он был наиболее известен тем, что вместе со своим братом Марком Бриско выступал в Ring of Honor в команде под названием «Братья Бриско». Этот дуэт стал рекордными 13-кратными командными чемпионами мира ROH. Он также был двукратным чемпионом мира ROH.

## Личная жизнь
Пью женился на Эшли Пью (урожденной Эшли Крозерс) в 2008 году. Пара оставалась вместе до его смерти. У пары было трое совместных детей.

### Скандалы
В июне 2011 года Пью вызвал полемику за гомофобные высказывания, когда написал в Твиттере, что сегодня в Нью-Йорке он увидел «много педиков». Два месяца спустя, после урагана «Айрин», он написал в Твиттере, что «посвящает» ураган «всем шлюхам, потаскухам, шалавам, трансам-мужчинам, трансам-женщинам и гомикам, которые трахаются на восточном побережье». В мае 2013 года он вызвал более широкую критику за твит, в котором говорилось: «Сенат штата Делавэр вчера принял законопроект, позволяющий однополым парам вступать в брак. Если это делает вас счастливым, то поздравляю… попробуйте научить моих детей, что в этом нет ничего плохого, и я пристрелю вас на хрен». Позже в том же месяце он извинился за этот комментарий на сайте ROH и ещё раз на домашнем шоу, объяснив, что комментарии были призваны отразить мировоззрение «реднека, которого он играет на телевидении», а не его настоящие взгляды. Он также согласился пожертвовать всю свою зарплату за следующие два шоу в благотворительную организацию «Партнеры против ненависти».
В 2021 году Ян Риккабони, который активно выступает за ЛГБТ в рестлинге, заявил: «Если бы люди только знали, как Джей поддерживает и ставит на первое место всех сотрдуников, особенно ЛГБТК+ сотрудников, он лидер в раздевалке». После его смерти в 2023 году журналист Дэйв Мельтцер заявил, что в рестлинг-бизнесе считается, что Пью полностью исправил свои взгляды на ЛГБТ-сообщество после своих твитов в начале 2010-х годов, и что Пью пользовался поддержкой ЛГБТ-рестлеров, таких как Эффи.

## Смерть
Пью погиб в автокатастрофе в Лореле, Делавэр, 17 января 2023 года, за восемь дней до своего 39-го дня рождения. О его смерти объявил в Твиттере владелец AEW и ROH Тони Хан.
18 января эпизод Ring of Honor Honor Club был создан как трибьют-шоу Бриско, под названием «Празднование жизни Джея Бриско». На следующий день журналист Wrestling Observer Radio Дэйв Мельтцер сообщил, что планируется провести ещё один трибьют Бриско, когда Ring of Honor возобновит показ своего еженедельного шоу в течение года.
На WWE SmackDown 20 января комментатор WWE Майкл Коул отдал дань уважения Бриско, назвав его и брата Марка «одной из величайших команд в рестлинге». Брат Бриско, Марк, встретился с Джеем Литалом в главном событии AEW Dynamite 25 января, когда Джею исполнилось бы 39 лет. Вся раздевалка вышла отпраздновать победу Марка в честь его брата.

## Титулы и достижения
- Combat Zone Wrestling
  - Командный чемпион мира CZW (2 раза)[15] — с Марком Бриско
- Extreme Rising
  - Матч года (2012) пр. The Blk Out пр. Los Dramáticos[16]
  - Экстремальный момент года (2012) дебют в матче в клетке против Blk Out и Los Fantásticos.
- Full Impact Pro
  - Командный чемпион FIP (1 раз)[17] — с Марком Бриско
- Game Changer Wrestling
  - Командный чемпион GCW (2 раз)[18] — с Марком Бриско
- House of Glory
  - Командный чемпион HOG (1 раз) — с Марком Бриско
- Impact Wrestling
  - Командный чемпион мира Impact (1 раз)[19] — с Марком Бриско
- National Wrestling Alliance
  - Crockett Cup (2022)
- New Japan Pro-Wrestling
  - Командный чемпион IWGP (1 раз)[20] — с Марком Бриско
  - Командный чемпион 6-и человек NEVER в открытом весе (2 раза) — с Марком Бриско и Тору Яно[21]
- NWA Wildside
  - Командный чемпион NWA Wildside (1 раз)[22] — с Марком Бриско
- Pro Wrestling Illustrated
  - № 7 в топ 500 рестлеров в рейтинге PWI 500 в 2015 — Джей[23]
- Pro Wrestling Noah
  - Командный чемпион GHC в полутяжёлом весе (1 раз) — с Марком Бриско
- Pro Wrestling Unplugged
  - Командный чемпион PWU (1 раз)[24] — с Марком Бриско
- Real Championship Wrestling
  - Командный чемпион RCW (1 раз)[25][26] — с Марком Бриско
- Ring of Honor
  - Чемпион мира ROH (2 раза)[27][28]
  - Командный чемпион мира 6-и человек ROH (1 раз) — с Марком Бриско и Булли Рэем[29]
  - Командный чемпион ROH (13 раз)[30][31][32][33] — с Марком Бриско
  - Honor Rumble (2009, 2013)[34][35]
  - Команда десятилетия (2010-е)[36] — с Марком Бриско
  - Награда по итогам года ROH (1 раз)
    - Команда года (2019)[37] — с Марком Бриско

  - Зал славы ROH (2022)[38]
- Squared Circle Wrestling
  - Командный чемпион 2CW (1 раз)[39] — с Марком Бриско
- USA Xtreme Wrestling
  - Командный чемпион UXW (1 раз)[40] — с Марком Бриско
- Wrestling Observer Newsletter
  - Команда года (2007) — с Марком Бриско